# Bart Berman
Bart Berman (Roterdão, 29 de dezembro de 1938) é um pianista e compositor neerlando-israelense, mais conhecido como intérprete de Franz Schubert e de música contemporânea. Estudou o piano com Jaap Spaanderman no Conservatório de Amsterdão e completou os seus estudos de piano com Theo Bruins e num masterclass com Alfred Brendel.
Como solista, Bart Berman obteve o Preço de Excelência dos Países Baixos, o Primeiro Prémio ao concurso Gaudéamus 1970 para intérpretes música contemporânea, a Coroa dos Amigos Concertgebouw e quatro primeiros preços aos concursos para jovens solistas. Aquando dos seus concertos, trabalhou com compositores como Pierre Boulez, Luciano Berio e György Ligeti. Dá concertos em Israel, Europa e Estados Unidos, como solista e em vários conjuntos de câmara.
Bart Berman estudou composição com Bertus van Lier ao Conservatório de Amsterdão e com Wouter Van den Berg. Compôs muito obras originais, cadenzas a todos os concertos de piano de Haydn, Mozart e Beethoven e segundas partes de piano para composições originais de Muzio Clementi e Daniel Steibelt. Bastante notável são as suas conclusões de sonatas incompletas para piano de Schubert e de A arte da fuga de J.S. Bach.